# William O. Douglas

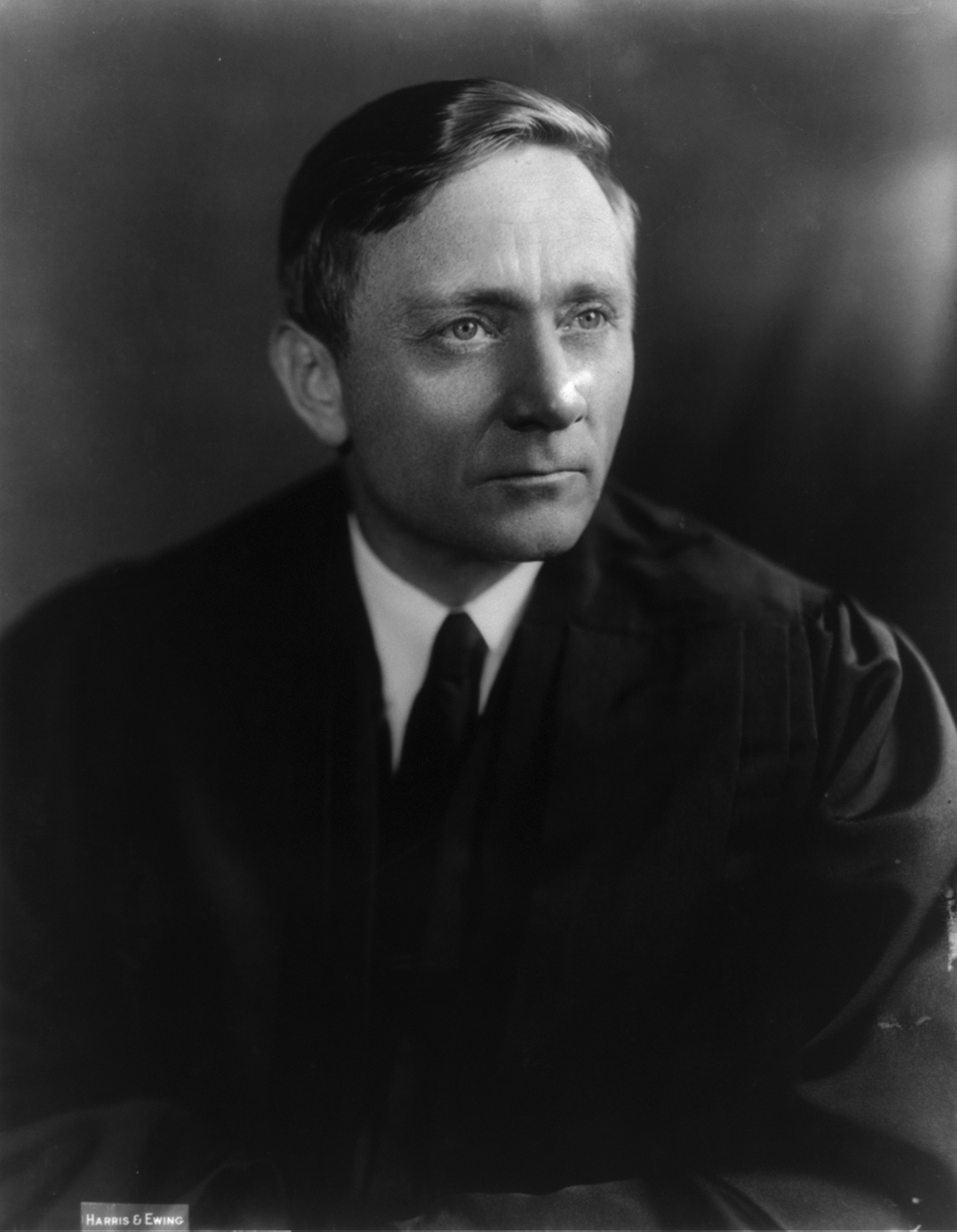
William O. Douglas

William Orville Douglas (* 16. Oktober 1898 in Maine, Minnesota; † 19. Januar 1980 in Bethesda, Maryland) war ein US-amerikanischer Jurist und Richter am Supreme Court of the United States. Nach seiner Ernennung durch Franklin D. Roosevelt am 17. April 1939 war er mit insgesamt 36 Jahren und sieben Monaten der längste am Supreme Court dienende Richter in der Geschichte dieses Organs. Am 31. Dezember 1974 erlitt er einen schweren Schlaganfall in Nassau auf den Bahamas, von dem er sich nicht wieder vollkommen erholte. Die andauernden körperlichen Probleme veranlassten ihn dazu, am 12. November 1975 seinen Rücktritt als Richter einzureichen. Sein Nachfolger wurde John Paul Stevens.
Douglas gilt als der bisher progressivste Richter am Supreme Court.

## Kindheit
Douglas wurde in Minnesota geboren, zog jedoch bald darauf mit seiner Familie nach Yakima, Washington, eine Kleinstadt ca. 200 km südöstlich von Seattle. Sein Vater, der ebenfalls William hieß, war ein presbyterianischer Pfarrer. Er starb an einem Schlaganfall, als William sechs Jahre alt war. Er soll nicht viel für seinen Sohn übrig gehabt haben, was später auch von William seinen Kindern gegenüber behauptet wird. William selbst erkrankte als Dreijähriger an einer mysteriösen Darmerkrankung, die keiner der Ärzte heilen konnte. Er überlebte diese schlimme Zeit jedoch, was seine Mutter, Julia Bickford, für ein Wunder Gottes hielt und ihn somit als ihren Schatz verehrte. Sie erzählte ihm immer wieder, dass er im Leben alles erreichen könne, sogar Präsident der Vereinigten Staaten zu werden.

## Karriere
Douglas erhielt ein Stipendium am Whitman College in Washington und machte seinen Abschluss 1920. Danach arbeitet er zwei Jahre als Lehrer und machte sich dann auf nach New York City zur Columbia Law School. 1923 heiratete er zum ersten Mal (von insgesamt viermal). Seine Frau, Mildred Riddle, ebenfalls Lehrerin, musste ihn zu dieser Zeit über Wasser halten. Er war ein guter Schüler, aber kein überragender in seinem Jahrgang. Seinen Abschluss schaffte er dennoch mit Bravour. Er bekam eine Anstellung bei Cravath, einem Vorgänger der heutigen Anwaltskanzlei Cravath, Swaine & Moore. Nach bescheidenen Erfolgen bei Cravath und einer Zeit der Arbeitslosigkeit startete er ab 1927 eine kurze, aber dafür umso steilere akademische Karriere an der Columbia. Als Anhänger des Rechtsrealismus, der hier seinen Ursprung nahm, stieg er schnell zum Assistant Professor auf. Die Yale University engagierte ihn bald darauf für das Fachgebiet. Douglas freundete sich dort mit dem Dekan Robert Maynard Hutchins an. Dieser wurde bald darauf Präsident der University of Chicago und machte Douglas ein Angebot, teilweise auch dort zu lehren. Dieser nahm an und stieg durch die daraus folgende Doppelanstellung zum Sterling Professor in Yale auf. Laut einigen Angaben lehrte Douglas jedoch nie in Chicago.

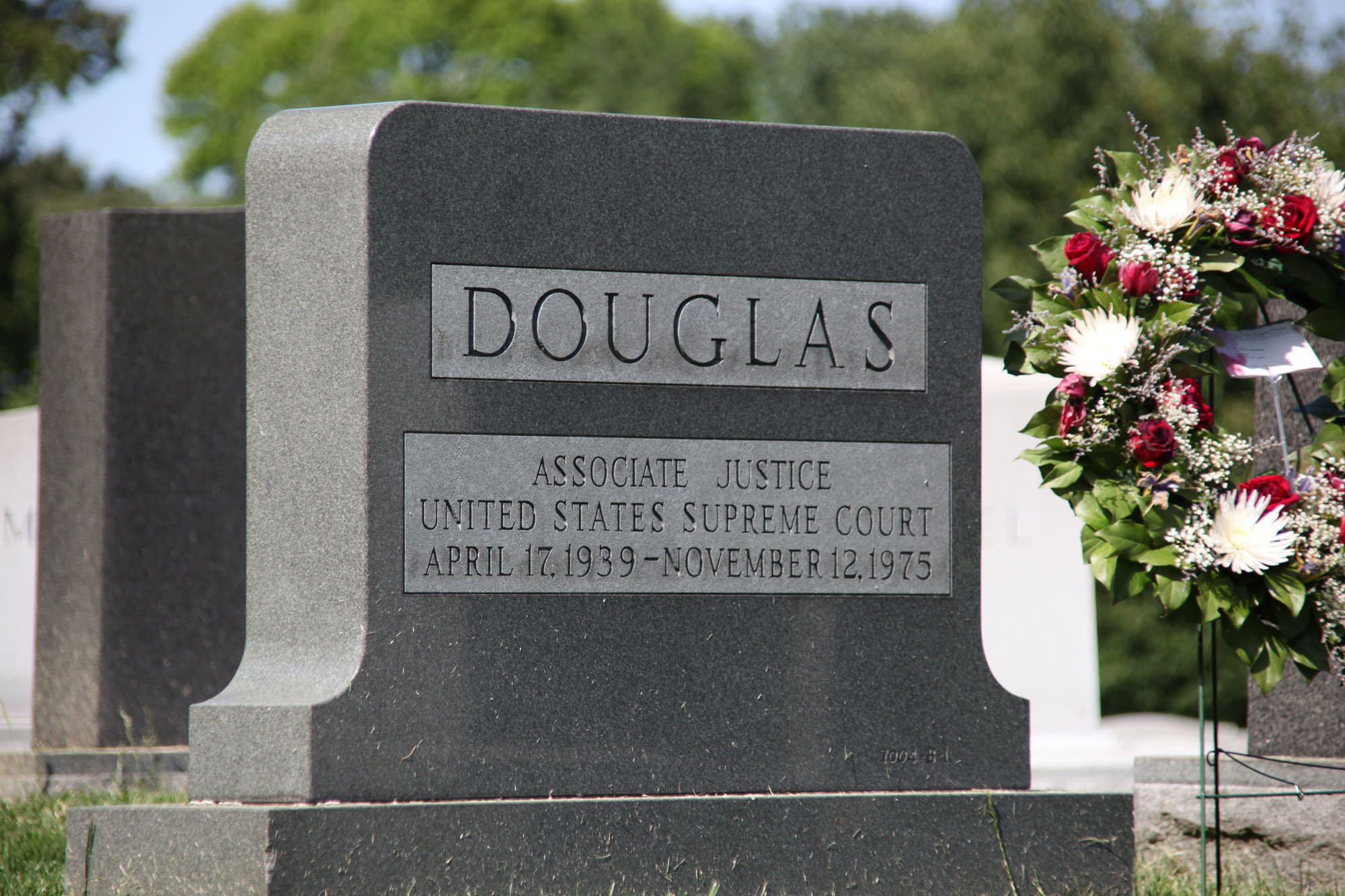
Douglas’ Grab

Ab 1934 war Douglas in Regierungsdiensten. Er war als Direktor beim Protective Study Committee der United States Securities and Exchange Commission tätig, deren Leitung er selbst ab 1936 als Commissioner und ein Jahr später als Chairman übernahm. Danach wurde er von Präsident Roosevelt als Nachfolger des ausgeschiedenen Richters Louis Brandeis am Obersten Bundesgericht nominiert. Dort verblieb er bis zu seinem offiziellen Wechsel in den Senior Status am 12. November 1975. Im Zuge der Präsidentschaftswahl des Jahres 1948 bot ihm Präsident Harry S. Truman die demokratische Kandidatur als Vizepräsident an. Douglas lehnte das Angebot jedoch ab, womit Truman dann mit dem Senator Alben W. Barkley erfolgreich zur Wahl antrat.
Er verstarb im Januar 1980 und wurde auf dem Nationalfriedhof Arlington beigesetzt.